# 鳳鳴重劃區
鳳鳴重劃區是位於台灣新北市鶯歌區的重劃區。

## 範圍和地理位置
鳳鳴重劃區的開發起因於自辦市地重劃，其範圍以鶯桃路、桃鶯路、鳳吉一街、永和街、大湖路為界，總面積約 51 公頃。地理位置位於新北市鶯歌區的西北方，鄰近龜山產業園區，向西南可通往桃園市八德區。雖然鳳鳴重劃區位於鶯歌區邊陲，但其平原地形為該地區少見，地勢優良。然而，在早期由於缺乏大眾交通運輸系統，居民需仰賴汽、機車代步，且鄰近工業區，居住品質受到一定影響。儘管一開始在重劃規劃上受到質疑，但隨著時間推移，鳳鳴重劃區的發展逐漸引起關注。

## 交通
鳳鳴重劃區的交通狀況逐漸改善。雖然距離台鐵鶯歌車站和桃園車站都有一段距離，但新的大眾運輸站點的設置，如捷運三鶯線的LB12鶯桃福德站以及台鐵的鳳鳴車站，為區域帶來便利。預計在2024年底完成的捷運三鶯線將進一步提升區域的交通連通性，縮短到台北市的通勤時間。此外，鳳鳴重劃區靠近國道二號大湳交流道，車程僅需5至10分鐘，進一步擴大了交通範圍。

## 周邊設施與生活機能
鳳鳴重劃區的周邊設施及生活機能逐漸完善。便利商店、速食店、餐廳、藥局、郵局等應有盡有，並有傳統市場提供日常採購需求。此外，鄰近的商業區和觀光景點，如桃園車站、三峽老街等，為居民提供更多的娛樂和購物選擇。重劃區內還規劃有公園綠地，為居民提供休閒娛樂場所。

### 學校
- 新北市立鳳鳴國民中學
- 新北市鶯歌區鳳鳴國民小學